# Livron
Livron – miejscowość i gmina we Francji, w regionie Nowa Akwitania, w departamencie Pireneje Atlantyckie.
Według danych na rok 1990 gminę zamieszkiwało 266 osób, a gęstość zaludnienia wynosiła 35 osób/km² (wśród 2290 gmin Akwitanii Livron plasuje się na 913. miejscu pod względem liczby ludności, natomiast pod względem powierzchni na miejscu 1232.).